# Pavlov (Mladá Vožice)
Pavlov (německy Pawlow) je malá vesnice, část města Mladá Vožice v okrese Tábor v Jihočeském kraji. Nachází se asi půl kilometru východně od Mladé Vožice. Pavlov leží v katastrálním území Mladá Vožice o výměře 7,46 km².

## Historie
První písemná zmínka o vesnici pochází z roku 1390.

## Obyvatelstvo
| Rok            | 1869 | 1880 | 1890 | 1900 | 1910 | 1921 | 1930 | 1950 | 1961 | 1970 | 1980 | 1991 | 2001 | 2011 | 2021 |
| -------------- | ---- | ---- | ---- | ---- | ---- | ---- | ---- | ---- | ---- | ---- | ---- | ---- | ---- | ---- | ---- |
| Počet obyvatel | 134  | 125  | 114  | 104  | 95   | 87   | 67   | 57   | 63   | 41   | 39   | 17   | 20   | 10   | 17   |
| Počet domů     | 17   | 18   | 19   | 18   | 18   | 18   | 18   | 20   | 20   | 16   | 13   | 17   | 17   | 17   | 16   |

## Galerie

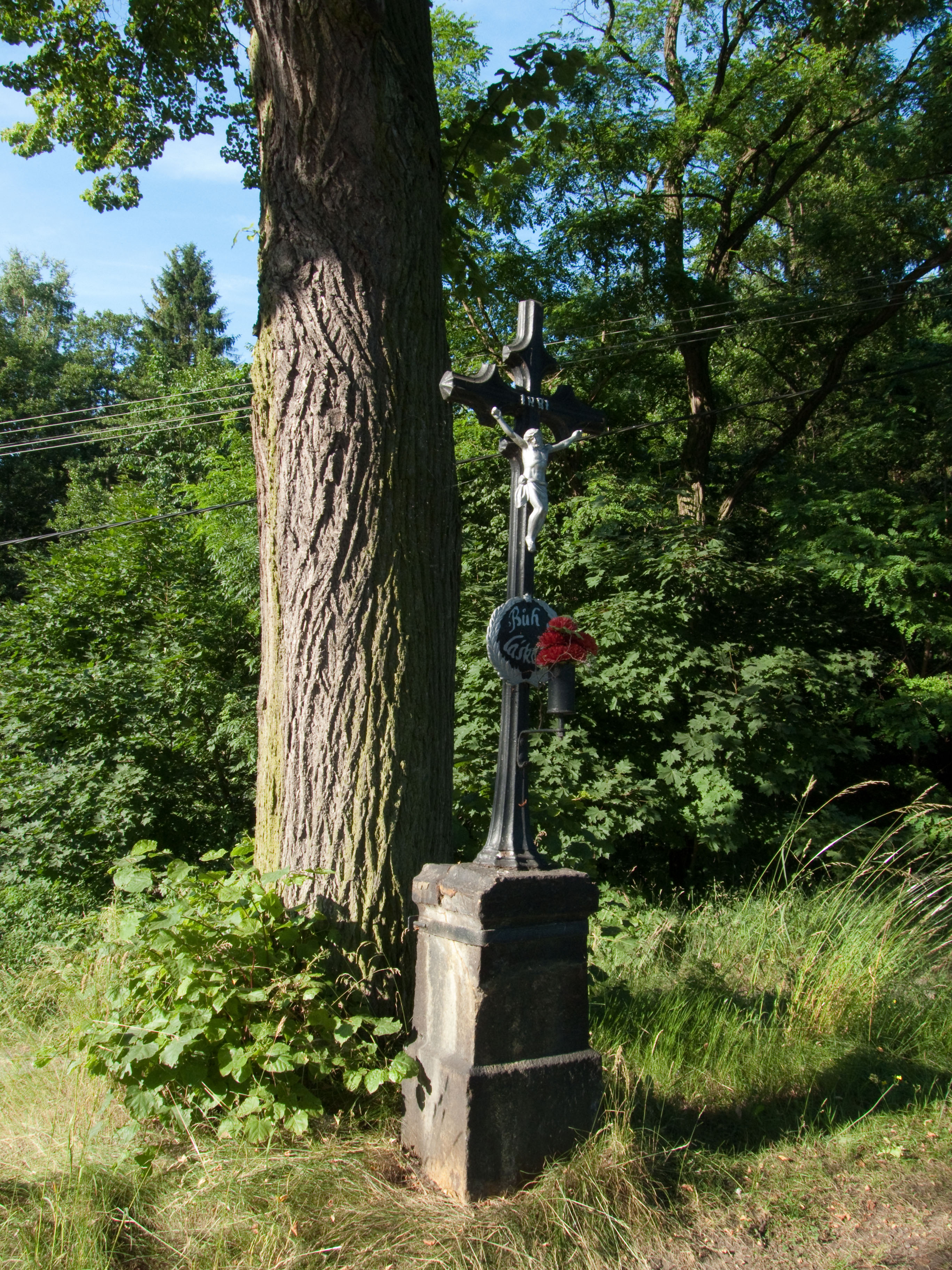
Křížek ve vesnici (2019)
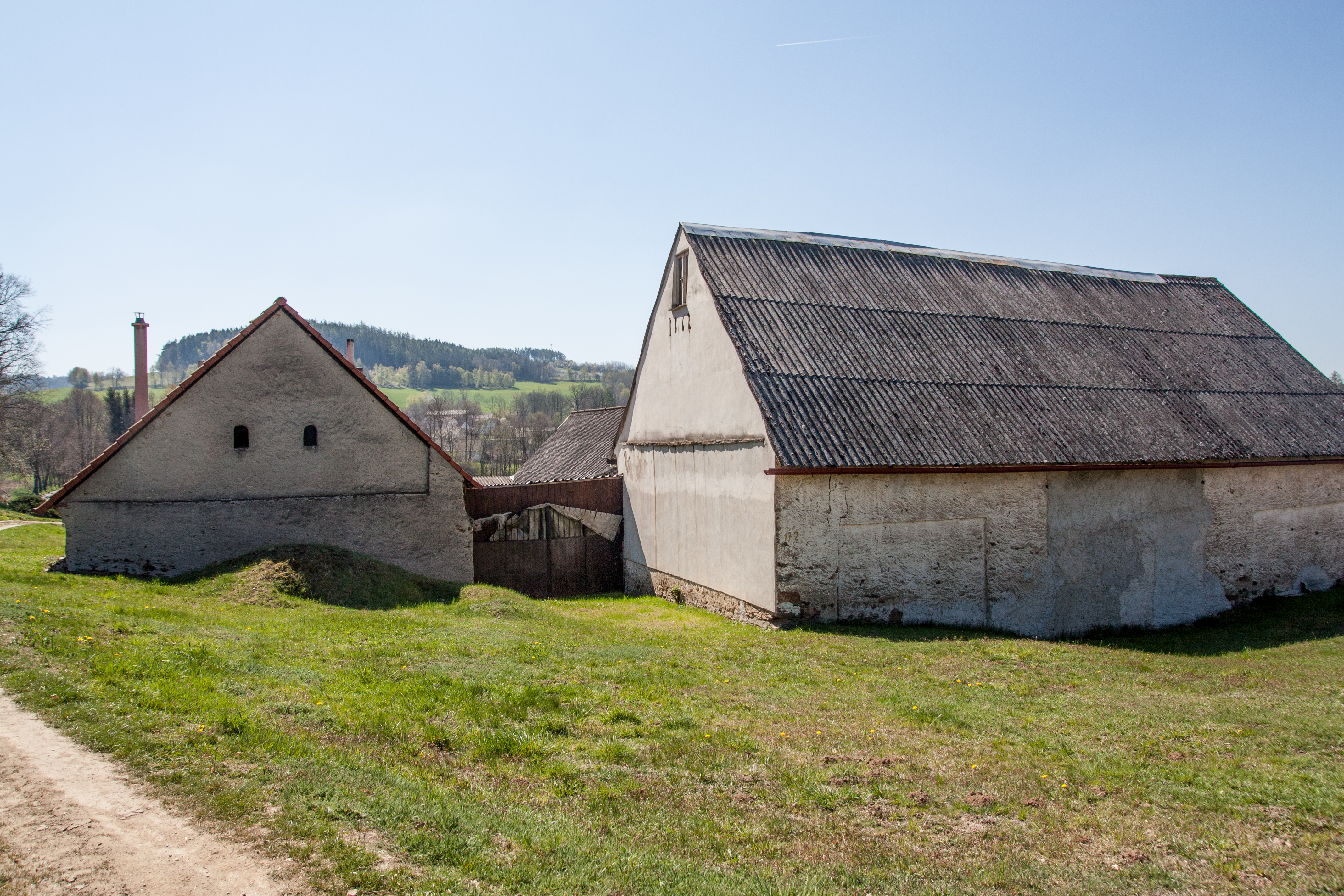
Usedlost (2019)
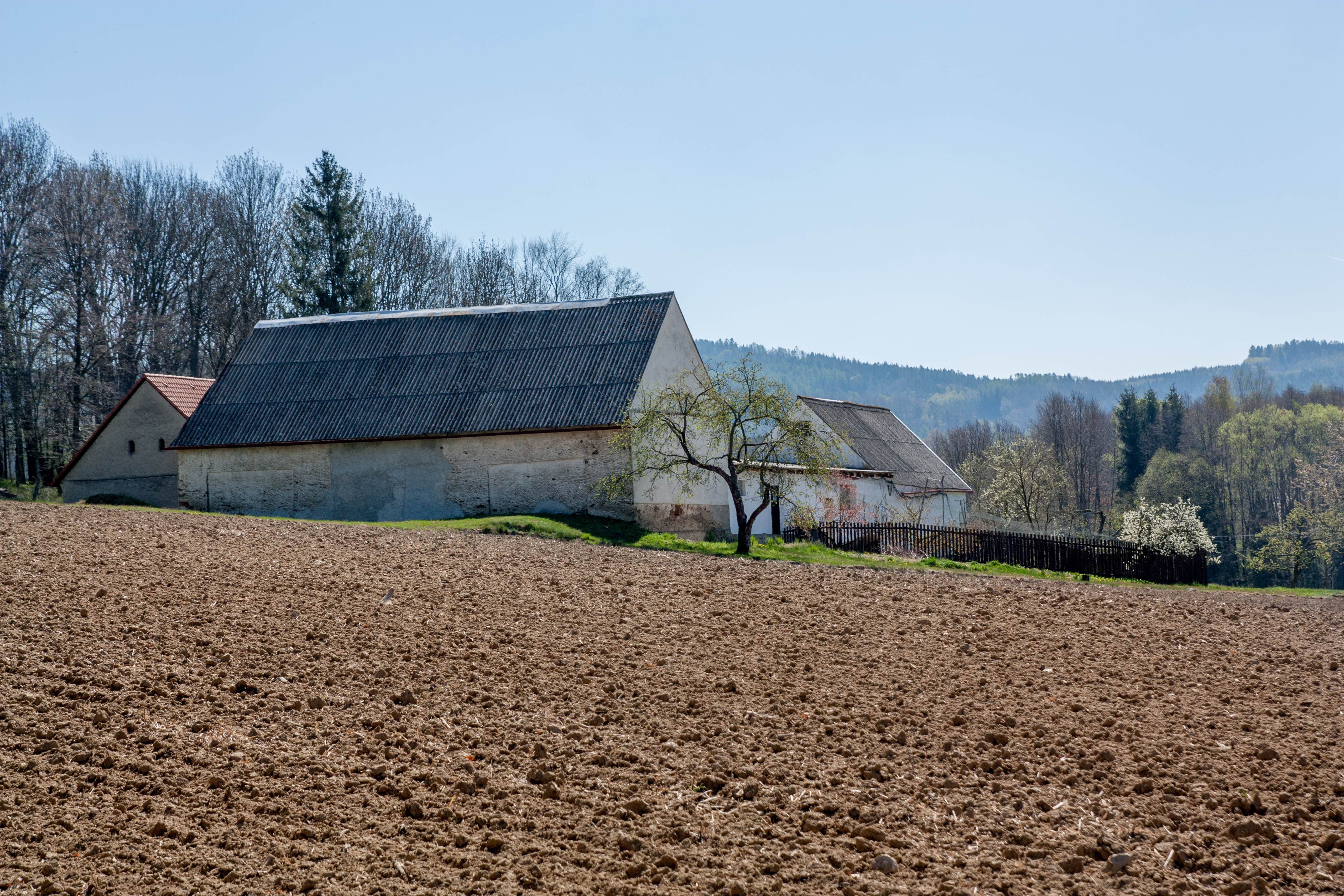
Pohled do polí (2019)
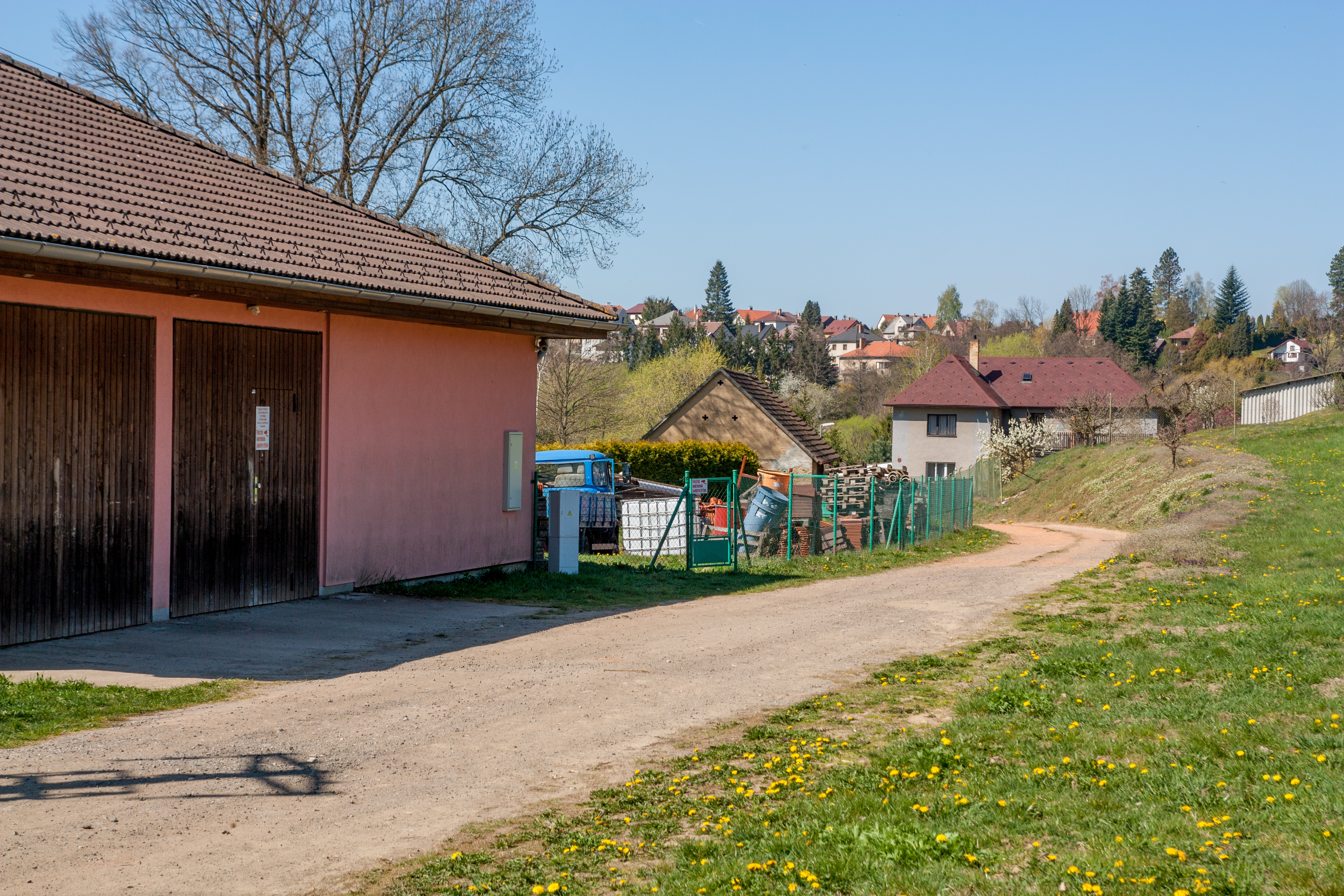
Cesta (2019)